# Rakety Delta

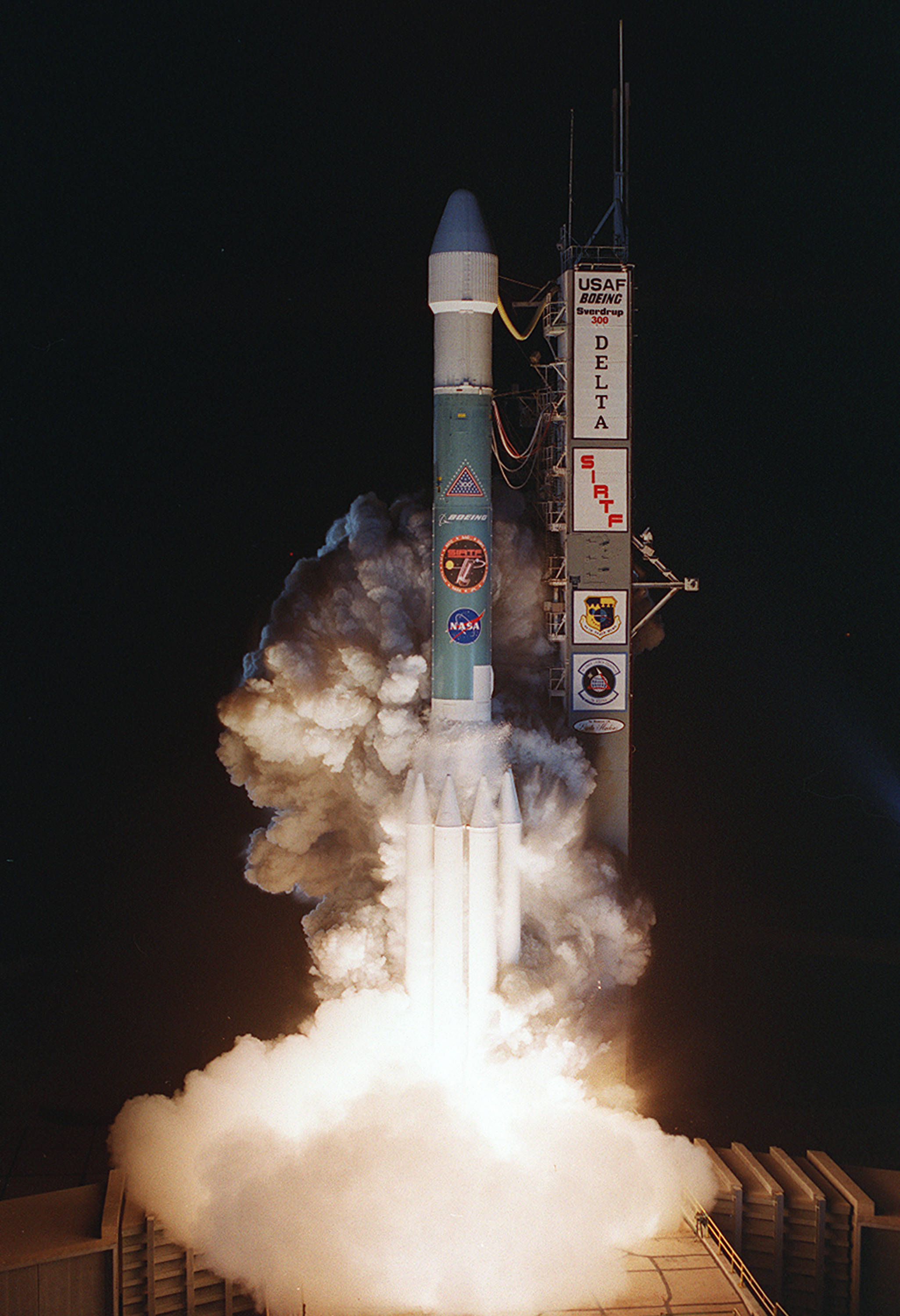
Raketa Delta při svém v pořadí 300. startu vynesla Spitzerův vesmírný dalekohled

Rakety Delta byly nejdéle používané americké nosné rakety, vyznačovaly se velmi vysokou spolehlivostí a byly jedním z nejlevnějších a nejefektivnějších amerických kosmických dopravních systémů. Počátky programu Delta spadají do roku 1955, kdy začal vývoj balistické rakety středního doletu Thor. Po několika měsících testování bylo rozhodnuto o úpravě již existujících balistických raket pro kosmické lety, nový nosný systém sestával z upravené balistické rakety PGM-17 Thor a horních raketových stupňů převzatých z jiných programů (např. Vanguard, Atlas). Přidání pomocných urychlovacích motorů umožnilo prodloužení jednotlivých stupňů a zvýšení nosnosti. Snížení nákladů bylo dosaženo použitím přebytečných motorů z programu Apollo v 70. letech. Kombinování nejrůznějších typů motorů a horních a urychlovacích stupňů umožnilo vznik mnoha variant a výrazné zvýšení nosnosti, při relativně nízkých nákladech. Program Delta musel čelit několika pokusům o zrušení a nahrazení racionálnějším alternativním programem, vždy ale pokračoval dále. Během 50 let ve službě vykonaly rakety Delta a jejich různé variace téměř 1000 letů (Thor + Delta). Do roku 2024 byly vyráběny a provozovány společností United Launch Alliance.

## Historie

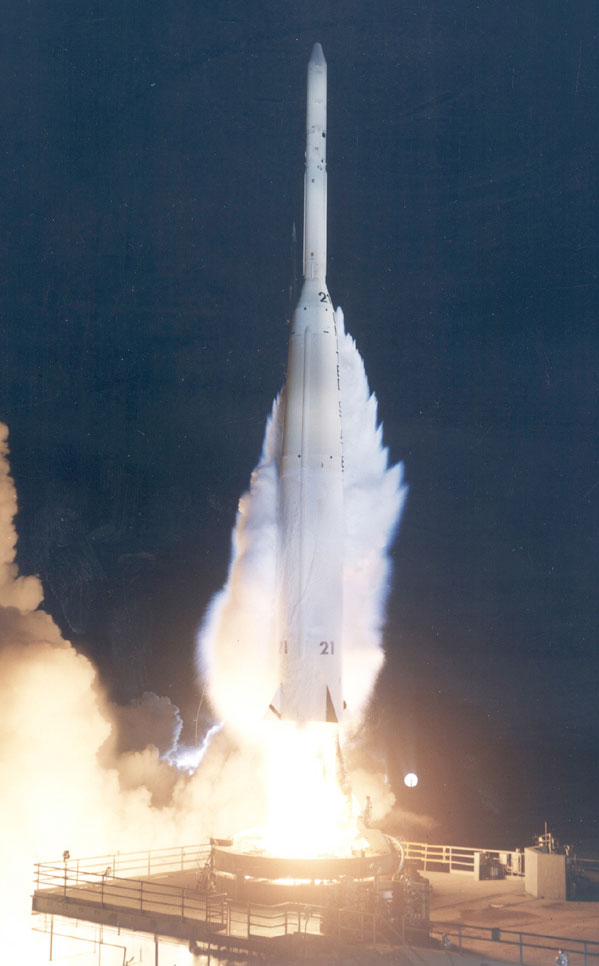
Nosná raketa Thor-Delta C, startuje s družicí Explorer 18. 27. listopad 1963

Po druhé světové válce se rozvíjel výzkum a budování celé řady raket, které sloužily původně jen vojenským složkám ministerstva obrany USA. Později patronaci přebrala i NASA. Po raketách typu Vanguard a Juno byly vyvinuty řady raket Thor, Atlas, Titan, Scout a Saturn. V řadě raket Thor byla postavena varianta Thor-Delta a z této varianty vznikl nový typ lehké rakety Delta. Přechod z označení Thor na označení Delta byla spíše náhoda, než záměr. Počáteční vývojové varianty provázel velký zmatek ve značení a některé pozdní typy raket Thor bývají označeny jako Delta a některé rané a vojenské verze Delty jsou označovány jako Thor. Mezi lety 1959 – 1972 bylo vyrobeno mnoho variant sestavených z různě upravených základních stupňů Thor-Delta a jako další stupně byly připojovány stupně převzaté z jiných projektů (Able, Agena, Burner). Ke standardizaci označení došlo až v polovině 70. let kdy se do služby dostává řada Delta 2000 a stává se tak spolehlivým a dostupným nosným prostředkem pro komerční, výzkumné i vojenské lety. Program se několikrát ocitl na pokraji zrušení, bylo to způsobeno tím, že jej NASA považovala za prozatímní do doby než budou vyvinuty silnější vyspělejší nosné systémy. Asi nejhorší bylo období po zavedení raketoplánů Space Shuttle. NASA chtěla využívat raketoplány co možná nejvíce a rozhodla se zrušit program Delta a všechny náklady měl dopravovat na orbitu pouze Space Shuttle. Už tou dobou se však ozývaly kritiky NASA, že provoz raketoplánu je příliš nákladný a jeho nákladní kapacita zůstává často nevyužita. Vzkříšení se Delta dočkala roku 1986 po nehodě raketoplánu Challanger, kdy byl přerušen provoz raketoplánů. Do služby se vrátila řada Delta 3000 a byly vyvíjeny nové řady Delta 4000 a Delta 5000. Úspěch zaznamenala až řada Delta 6000 která se používala ve verzi 6925 mezi lety 1989 až 1992 kdy ji nahradila řada Delta 7000. Delta 7000 se používala až do roku 2018. Řady Delta 6000 a Delta 7000 jsou označovány jako Delta II. Další vývojovou etapou se měla stát Delta 3 (serie 8000) s větší nosností, projekt byl po nehodách zrušen a přednost dostal nový projekt Delta IV (série 9000). Řada Delta IV byla ve variantách Medium a Heavy (poslední vývojová řada) . Rakety Delta byly také provozovány Japonskem pod označením H1, N1 a N2. Rakety Delta byly díky své variabilitě velmi důležitý post ve vesmírném průmyslu, byly relativně levné, velmi spolehlivé a prověřené.

## Značení

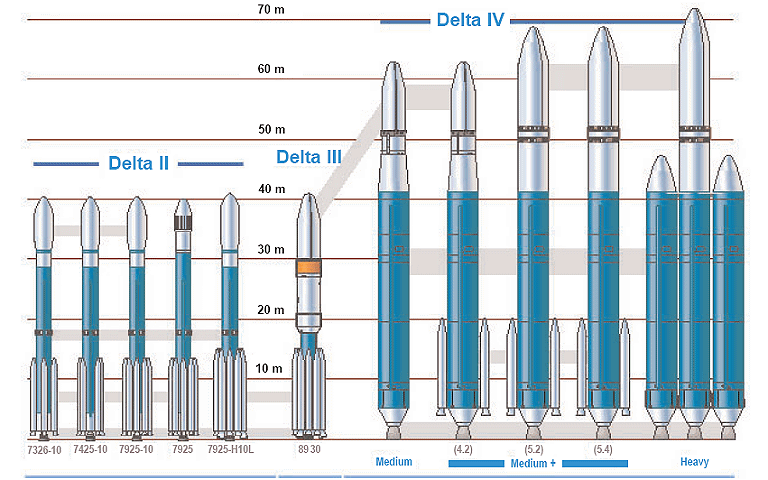
Rodina raket Delta

Značení různých variant nebylo vždy stejné, zpočátku se varianty označovaly pouze písmeny. Na počátku 70. let bylo zavedeno značení čtyřmístným číslem.
- první číslo - typ prvního stupně a pomocných raket
- druhé číslo - počet pomocných raket
- třetí číslo - typ druhého stupně
- čtvrté číslo - typ třetího stupně
- páté může být písmeno značící variantu heavy

Systém značení byl v roce 2004 změněn a od roku 2005 se používá nový:
- série 7000 je značena Delta 2
- série 8000 je značena Delta 3
- série 9000 je značena Delta 4

## Varianty rakety Delta

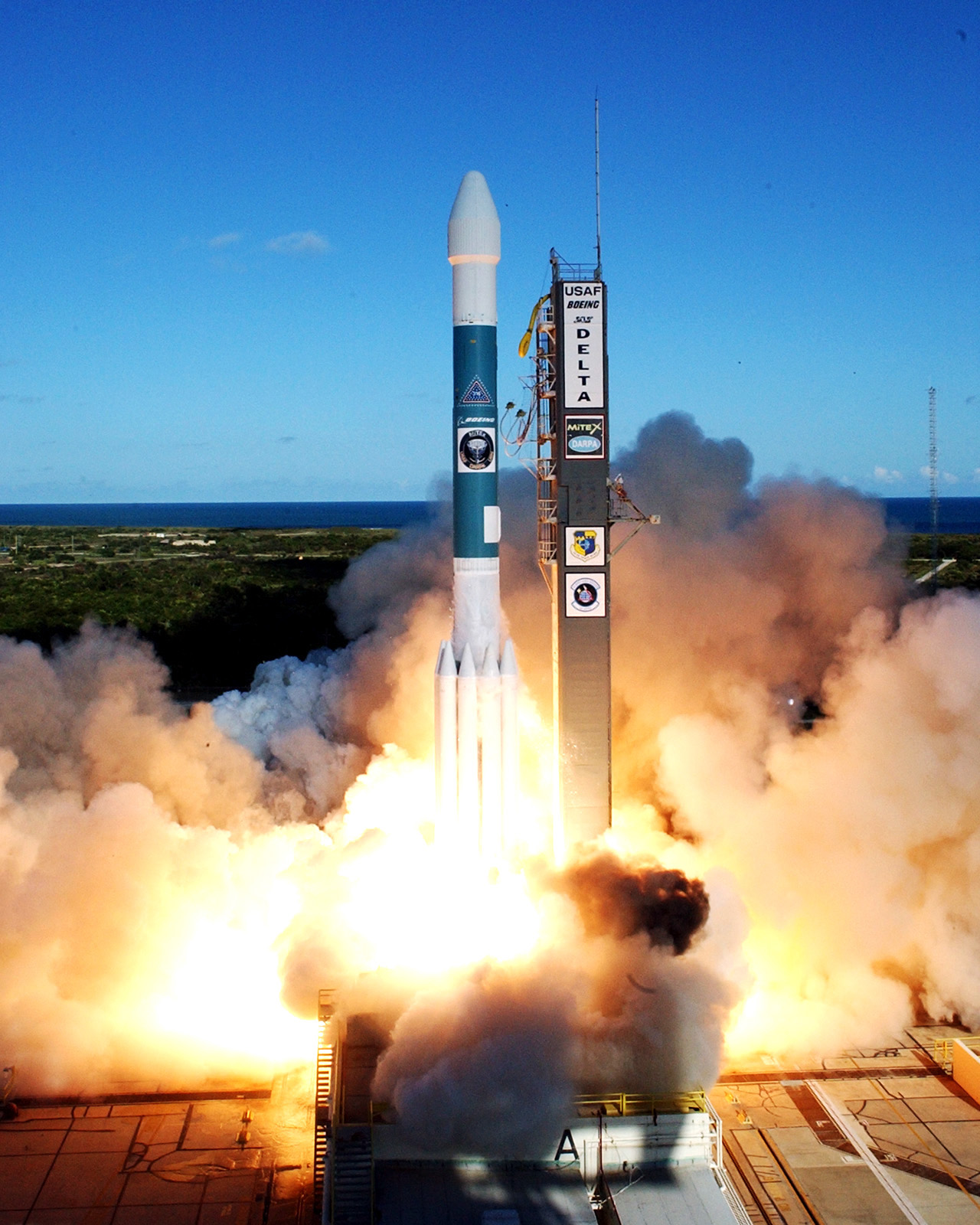
Delta II startuje s dvojicí mikrosatelitů MiTEx. 21. června 2006 Cape Canaveral Air Force Station

### První stavební řada
- Delta DM19 Třístupňová raketa, schopná vynést 270 kg na oběžnou dráhu ve výšce 370 km. Byla použita 12x, např. pro balonové družice programu Echo v roce 1960, naposledy byla použita v roce 1962.
- Delta A Raketa vylepšená v prvních dvou stupních. Byla použita dvakrát v roce 1962 jako nosič družic Explorer 14 a Explorer 15.
- Delta B Vylepšená verze A umožnila vynést náklad až 370 kg. Byla použita 9x v letech 1962–1964 jako nosič řady družic, např. Relay 1.
- Delta C Byl vylepšen třetí stupeň, nosnost vzrostla na 410 kg, byla použita 10x v letech 1963–1967.
- Delta C1 Další vylepšení třetího stupně, nosnost až 600 kg. Startovala 3x, mj. v lednu 1969 se sluneční laboratoří OSO-5.
- Delta D Byla kombinací vylepšených raket Thor Burner a Delta C. Nosnost se zvýšila na 575 kg. Byla použita 2x v letech 1964–1965 pro vynesení družic Syncom 3 a Intelsat 1.
- Delta E Další varianta dovolovala vynést náklad až do 735 km na oběžnou dráhu Země. Startovalo 6 raket verze E, naposledy roku 1967.
- Delta E1 Ve třetím stupni se vyměnil motor. Startovala 17x, naposledy v roce 1971.
- Delta G Oproti předcházející variantě neměla třetí stupeň. Tato dvoustupňová raketa vynesla v letech 1966 a 1967 dvě družice Bios 1 a Bios 2.
- Delta J Byla použita verze Delta E s jiným motorem. Startovala jen jednou v roce 1968.

### Druhá stavební řada
- Delta L
- Delta M Shodná s Delta N, přidán třetí stupeň, specializovaná pro satelity Intelsat a Skynet.
- Delta M6 Varianta Delta M, přidány 3 pomocné motory, nosnost 450 kg na geostacionární přechodovou dráhu.
- Delta N Provedení Delta-Thor LT (long tank), nosnost 900 kg.
- Delta N6 Shodná s Delta N, přidány 3 pomocné motory, nosnost 1600 kg, jediný neúspěšný start.

### Třetí stavební řada
Oproti předchozím verzím bylo sjednoceno značení, základem označení je základní stupeň a použité pomocné motory. Jako motory prvního stupně se používaly Rocketdyne MB-3-3 a RS-27, druhý stupeň byl poháněn motory AJ-10-118F nebo TR-201.
- Řada Delta 900 Třístupňová, pouze 2 starty.
- Řada Delta 1000 Několik variant, motory prvního stupně Rocketdyne MB-3-3 , první stupeň je ELT (Extended long tank), oproti předchozímu typu je prodloužen o 3,05 m, unese víc paliva a má větší nosnost.
- Řada Delta 2000 Motory prvního stupně Rocketdyne RS-27, nosnost až 700kg, nejpoužívanější v 70. letech.
- Řada Delta 3000 Nové pomocné motory Thiokol TX-526, nový poslední stupeň PAM-D (Payload Assist Module - Delta), nosnost až 1111 kg.
- Řada Delta 4000 Start pouze dvakrát. Vylepšeny pomocné motory.
- Řada Delta 5000 Pouze jeden start.

### Řada Delta 2
Řada raket Delta II byla vyvinuta na počátku 90. let, její výrobu později zajišťuje společný podnik Lockheedu a Boeingu - United Launch Alliance. Delta II má na kontě 156 startů a podílela se i na několika misích k Marsu. Počet stupňů a pomocných raket se liší podle varianty a hmotnosti nákladu, nejsilnější varianta 7925 Heavy dokázala vynést na nízkou orbitu Země až 6100 kg a na geostacionární orbitu 2170 kg.

### Řada Delta 3

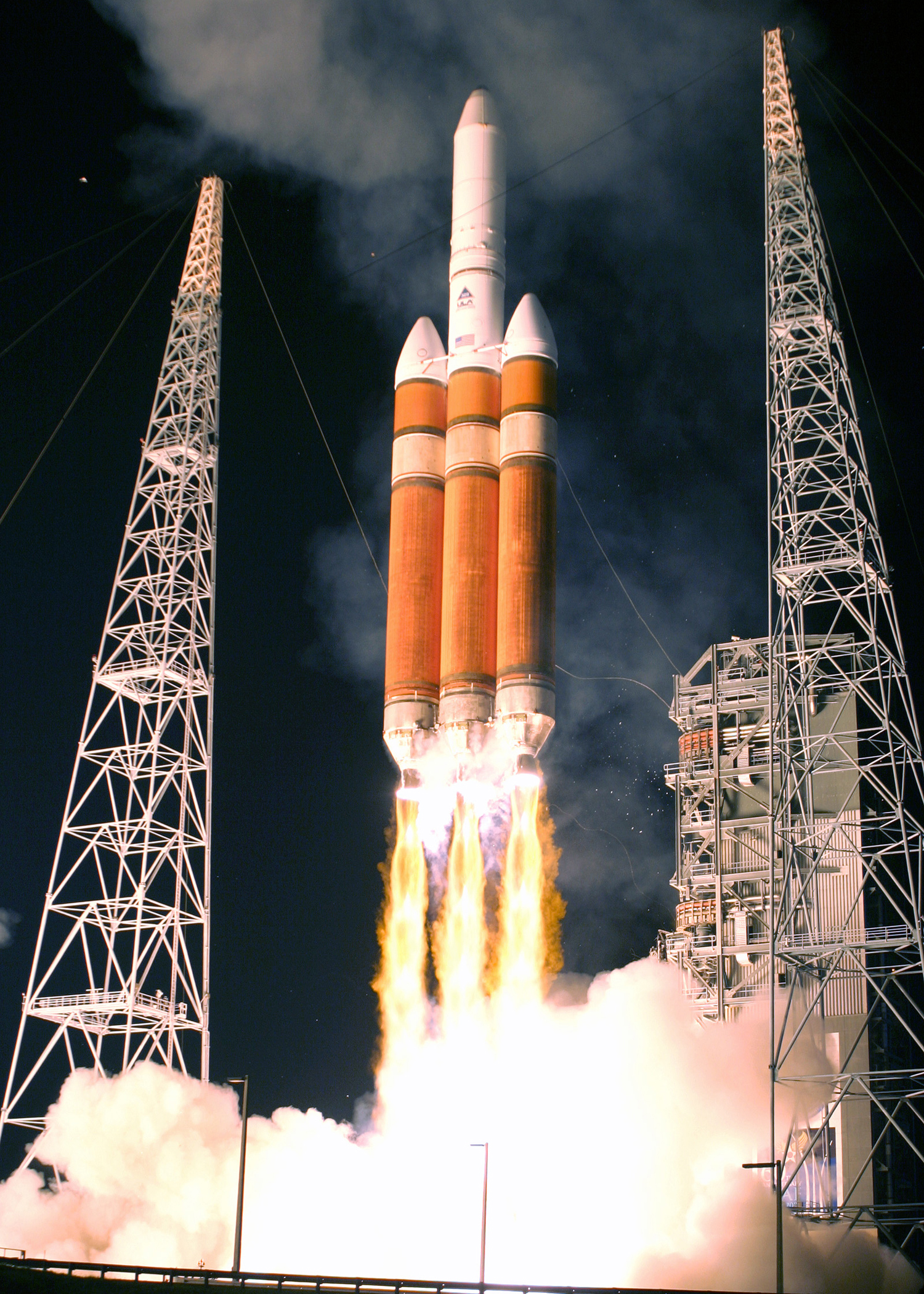
Delta 4H při startu, 2007

Nová řada raket začala být používána od roku 1998. Nosnost se zvýšila na 8000 kg pro nízkou dráhu kolem Země a 3800 kg pro geostacionární přechodovou dráhu. Byla dlouhá 39,1 metru, hmotnost 300 tun. Odstartovala celkem třikrát, dvakrát selhala a při třetím startu nesla pouze testovací náklad. Raketa měla 9 pomocných raket na tuhé pohonné látky o celkovém tahu 628,3 kN. První stupeň byl poháněn jedním motorem Rocketdyne RS-27A na tekutý kyslík a RP-1 kerosen a dosahoval tahu až 1085.79 kN. Pohon druhého stupně obstarával jeden motor Pratt & Whitney RL-10B o tahu 110,03 kN, spalující tekutý kyslík a vodík. Po nezdarech při prvních startech a kvůli rozvoji technologicky pokročilejší koncepce Delta IV, bylo od dalšího rozvoje Delty III upuštěno, avšak technologie a zkušenosti získané při vývoji Delty III byly uplatněny v programu Delta IV.

### Řada Delta 4
Zahájila svou činnost v roce 2002. Byla vyvinuta společností Boeing za účelem pokrýt potřebu amerických ozbrojených sil a snížit výdaje na vynášení nákladů na orbitu Země. Raketa startovala více než dvacetkrát a z toho jednou částečně selhala. První stupeň poháněl motor Rocketdyne RS-68 na tekutý kyslík a vodík. Motor druhého stupně RL-10B2 spaloval stejné palivo. Poslední start Medium verze se konal v roce 2019 a verze Heavy v roce 2024 (poslední start celé rodiny)